# فلورنس لی
فلورنس لی (انگلیسی: Florence Lee؛ ۱۲ مارس ۱۸۸۸ – ۱ سپتامبر ۱۹۶۲) هنرپیشه و فیلم‌نامه‌نویس اهل ایالات متحده آمریکا بود. از فیلم‌هایی که وی در آن نقش داشته است، می‌توان به روشنایی‌های شهر اشاره کرد.